# ریج هولاند
ریج هولاند (انگلیسی: Ridge Holland؛ زادهٔ ۲۹ مهٔ ۱۹۸۸) بازیکن راگبی ۱۳ نفره، و کشتی‌گیر کشتی حرفه‌ای اهل بریتانیا است.